# Encyclopaedia Hebraica
Encyclopaedia Hebraica (hebreiska: האנצקלופדיה העברית) är en omfattande encyklopedi på hebreiska som publicerades mellan 1948 och 1980.  Under den långa utgivningstiden bekläddes posten som redaktör av i tur och ordning Joseph Klausner, Benzion Netanyahu, Yeshayahu Leibowitz, Nathan Rotenstreich, Yehoshua Gutman och Joshua Prawer. Under hela utgiven stod Alexander Peli som ansvarig för en redaktionell övervakning.